# 第四次长沙会战
第四次長沙會戰為中國抗日戰爭末期的大型戰役之一，是指1944年5月至8月，中國第9戰區部隊在湖南長沙、衡陽地區對日軍進行的防禦戰役——长衡会战中的第1个阶段，從5月27日到6月19日，中日雙方以爭奪長沙為目標在湖南北部地區作戰。攻擊的日軍人數約有170,000，守勢的中國國軍約有250,000，6月16日逼進長沙的日軍開始向長沙城區猛攻。6月19日國軍撤退。

## 外部連結
- （中文） 榮民文化網 （页面存档备份，存于）